# Lédignan
Lédignan là một xã trong tỉnh Gard thuộc vùng Occitanie, phía nam nước Pháp. Xã Lédignan nằm ở khu vực có độ cao trung bình 141 mét trên mực nước biển.